# The Handmaid's Tale (série de televisão)
The Handmaid's Tale (no Brasil: O Conto da Aia / em Portugal: A História de uma Serva) é uma série de televisão via streaming estadunidense criada por Bruce Miller, baseada no romance homônimo de 1985 da escritora canadense Margaret Atwood e lançada pelo serviço de video sob demanda Hulu. Os três primeiros episódios da série estrearam em 26 de abril de 2017, com os subsequentes sete episódios adicionados semanalmente a cada quarta-feira. A série é protagonizada por Elisabeth Moss, que interpreta June Osborne, uma ex-editora de livros que é forçada a trabalhar como aia nos primeiros anos do fictício sistema totalitário da República de Gilead.
The Handmaid's Tale se passa em um futuro próximo, onde as taxas de fertilidade caem em todo o mundo por conta da poluição e de doenças sexualmente transmissíveis. Em meio ao caos, o governo totalitário da República de Gileade, uma teonomia cristã, domina o que um dia foi o território dos Estados Unidos, em meio a uma guerra civil.  A sociedade é organizada por líderes sedentos por poder ao longo de um regime novo, militarizado, hierárquico e fanático, com novas castas sociais, nas quais as mulheres são brutalmente subjugadas e, por lei, não têm permissão para trabalhar, possuir propriedades, controlar dinheiro ou até mesmo ler. A infertilidade mundial resultou no recrutamento das poucas mulheres férteis remanescentes em Gileade, chamadas de "aias" (Handmaid), de acordo com uma interpretação extremista dos contos bíblicos. Elas são designadas para as casas da elite governante, onde devem se submeter a estupros ritualizados com seus mestres masculinos para engravidar e ter filhos para aqueles homens e suas respectivas esposas.
Em maio de 2017, foi renovada para uma segunda temporada, que estreou em 25 de abril de 2018. A terceira temporada estreou em 5 de junho de 2019, enquanto a quarta temporada estreou em 27 de abril de 2021. A série atualmente foi renovada para a quinta temporada. 
A primeira temporada de The Handmaid's Tale ganhou oito Prémios Emmy do Primetime de 13 indicações em 2017, incluindo Melhor Série Dramática. É a primeira série produzida pelo Hulu a ganhar um grande prêmio, bem como a primeira série em um serviço de streaming a ganhar um Emmy de Melhor Série. Ela também ganhou o Globo de Ouro de Melhor Série de Televisão - Drama. Elisabeth Moss também foi premiada com o  Emmy de Melhor Atriz em Série Dramática e o Globo de Ouro de Melhor Atriz em Série Dramática de Televisão.

## Premissas

### 1ª temporada (2017)
A série apresenta o drama da ex-editora de livros June Osborne (Elisabeth Moss) que, após os Estados Unidos se transformarem no regime totalitário da República de Gilead, foi separada de seu marido Luke Bankole (O. T. Fagbenle) e de sua filha Hannah (Jordana Blake) e obrigada a "servir" aos líderes desse regime. As mulheres férteis sofrem estupros ritualistas para gerar filhos e June é entregue ao Comandante Fred Waterford (Joseph Fiennes) para aceitar seu único propósitos biológico: procriar; usando o nome "Offred" ("De Fred").

### 2ª temporada (2018)
Diante de sua gravidez, June/Offred luta para libertar seu futuro filho dos horrores distópicos de Gilead. Enquanto isso, Emily/Ofglen (Alexis Bledel) e Janine/Ofwarren (Madeline Brewer) pagam por seus crimes passados e tentam sobreviver a um dos lugares mais desumanos de Gilead: as Colônias. Apesar de sua posição social, Serena Waterford (Yvonne Strahovski) junto com outras esposas de comandantes tentam avaliar o futuro das crianças com base na Bíblia. Moira (Samira Wiley) tenta lidar com o trauma que sofreu e Luke Bankole busca uma forma de unir sua família novamente.

### 3ª temporada (2019)
Após o nascimento de sua filha, June/Offred decide tirá-la da proteção dos Waterford com a ajuda de Emily, que consegue fugir para o Canadá com o bebê de June. Emily tenta reconstruir sua vida como refugiada e tem o apoio de Moira e Luke. O casamento dos Waterford se torna conturbado e Serena começa a questionar a si mesma se o modo de vida em Gilead realmente vale a pena. Offred é remunerada para servir ao Comandante Joseph Lawrence (Bradley Whitford), o único que em segredo não segue as regras do regime. June, que passa a se chamar Ofjoseph, tem a oportunidade de fazer com que seu novo comandante se torne seu aliado para poder criar um plano de fuga infalível.

### 4ª temporada (2021)
Com a ajuda de uma rede clandestina de Marthas e Aias chamada Mayday, June consegue contrabandear 86 crianças para fora do regime brutal de Gilead. Porém, este ato heróico quase lhe custa a vida durante um tiroteio e suas amigas a carregam quase morrendo para uma casa segura do Mayday em Massachusetts. Enquanto ela se recupera em uma fazenda rural da Sra. Keyes (Mckenna Grace), uma esposa de 14 anos autoritária, June planeja seus próximos passos para sair de Gilead. Enquanto isso, os Waterford foram presos pelo governo canadense e estão em cativeiro, mas Serena fará de tudo para sair dessa situação, como também tentar recuperar sua filha adotiva que June deu à luz.

### 5ª temporada (2022)
Movida pela sede de vingança, June e várias outras mulheres matam o comandante Fred Waterford na área conhecida por Terra de Ninguém. Segura no Canadá, June tenta lidar com as consequências do assassinato brutal, e junto com Luke e Moira tantam também encontrar uma forma de resgatar Hannah que é mandada para um colégio interno, onde as meninas são preparadas para se tornar esposas. A viúva Serena, revelando-se ser uma das idealizadoras do regimento totalitário, tenta aumentar seus seguidores em Toronto quando a influência de Gilead se infiltra no Canadá. Enquanto isso, o comandante Lawrende trabalha com Nick e tia Lydia, com um objetivo de reformar Gilead, subir no poder e fazer seu regime ser bem visto internacionalmente.

### 6ª temporada (2025)
O Canadá se torna cada vez mais hostil em relação aos imigrantes estadunidenses, com isso, June e sua filha Nichole fogem para o Alasca. No caminho, elas cruzam com Serena, agora arrependida por seus graves crimes no passado e também está tentando recomeçar a vida com seu bebê Noah. Ambas acabam se separando. Enquanto isso, Luke, Moira e Mark (Sam Jaeger), todos agora mais integrados ao grupo Mayday, planejam atacar o coração de Gilead e destruir o regime de vez. Lá, o núcleo político-religioso se reorganiza com a chegada do comandante Wharton (Josh Charles), que faz o comandante Lawrence localizar Serena, para oferecer-lhe um possível recomeço na comunidade de Nova Belém. Janine, por sua vez, assume um papel central em meio às tramas do clube de Jezebel, visando sua sobrevivência. A última temporada, portanto, há dilemas éticos e uma crítica constante às estruturas de poder, mantendo o tom tenso e dramático que é marca registrada da série.

## Elenco e personagens

### Principal
| Elisabeth Moss      | June Osborne / Offred / Ofjoseph #2                          | Principal  | Principal  | Principal  | Principal    | Principal    | Principal    |  |  |
| Joseph Fiennes      | Comandante Fred Waterford                                    | Principal  | Principal  | Principal  | Principal    |              |              |  |  |
| Yvonne Strahovski   | Serena Joy Waterford                                         | Principal  | Principal  | Principal  | Principal    | Principal    | Principal    |  |  |
| Alexis Bledel       | Emily Malek / Ofglen #1 / Ofsteven / Ofroy / Ofjoseph #1     | Principal  | Principal  | Principal  | Principal    |              | Participação |  |  |
| Madeline Brewer     | Janine Lindo / Ofwarren / Ofdaniel / Ofhoward / Ofjoseph # 3 | Principal  | Principal  | Principal  | Principal    | Principal    | Principal    |  |  |
| Ann Dowd            | Lydia Clements / Tia Lydia                                   | Principal  | Principal  | Principal  | Principal    | Principal    | Principal    |  |  |
| O. T. Fagbenle      | Lucas "Luke" Bankole                                         | Principal  | Principal  | Principal  | Principal    | Principal    | Principal    |  |  |
| Max Minghella       | Comandante Nick Blaine                                       | Principal  | Principal  | Principal  | Principal    | Principal    | Principal    |  |  |
| Samira Wiley        | Moira Strand                                                 | Principal  | Principal  | Principal  | Principal    | Principal    | Principal    |  |  |
| Amanda Brugel       | Rita                                                         | Recorrente | Principal  | Principal  | Principal    | Principal    | Principal    |  |  |
| Bradley Whitford    | Comandante Joseph Lawrence                                   |            | Recorrente | Principal  | Principal    | Principal    | Principal    |  |  |
| Sam Jaeger          | Mark Tuello                                                  |            | Recorrente | Recorrente | Principal    | Principal    | Principal    |  |  |
| Ever Carradine      | Naomi Putnam                                                 | Recorrente | Recorrente | Recorrente | Recorrente   | Recorrente   | Principal    |  |  |
| Recorrente          |                                                              |            |            |            |              |              |              |  |  |
| Stephen Kunken      | Comandante Warren Putnam                                     | Recorrente | Recorrente | Recorrente | Recorrente   | Recorrente   |              |  |  |
| Tattiawna Jones     | Lillie Fuller / Ofglen #2                                    | Recorrente | Recorrente |            |              |              |              |  |  |
| Nina Kiri           | Alma / Ofrobert                                              | Recorrente | Recorrente | Recorrente | Recorrente   | Participação | Participação |  |  |
| Jenessa Grant       | Dolores / Ofsamuel                                           | Recorrente | Recorrente | Recorrente | Participação |              |              |  |  |
| Bahia Watson        | Brianna / Oferic                                             | Recorrente | Recorrente | Recorrente | Recorrente   | Participação | Participação |  |  |
| Jordana Blake       | Hannah Bankole / Agnes McKenzie                              | Recorrente | Recorrente | Recorrente | Recorrente   | Recorrente   | Recorrente   |  |  |
| Edie Inksetter      | Tia Elizabeth                                                | Recorrente | Recorrente | Recorrente | Recorrente   |              |              |  |  |
| Kristen Gutoskie    | Beth                                                         | Recorrente |            | Recorrente | Participação |              |              |  |  |
| Erin Way            | Erin                                                         | Recorrente | Recorrente | Recorrente |              |              |              |  |  |
| Clea DuVall         | Sylvia Malek                                                 |            | Recorrente | Recorrente |              |              |              |  |  |
| Cherry Jones        | Holly Maddox                                                 |            | Recorrente | Recorrente |              |              | Recorrente   |  |  |
| Sydney Sweeney      | Eden Spencer                                                 |            | Recorrente |            |              |              |              |  |  |
| Greg Bryk           | Comandante Ray Cushing                                       |            | Recorrente |            |              |              |              |  |  |
| Rohan Mead          | Isaac                                                        |            | Recorrente |            |              |              |              |  |  |
| Julie Dretzin       | Eleanor Lawrence                                             |            | Recorrente | Recorrente |              |              |              |  |  |
| Ashleigh LaThrop    | Nathalie                                                     |            |            | Recorrente |              |              |              |  |  |
| Sugenja Sri         | Sienna                                                       |            |            | Recorrente | Participação |              |              |  |  |
| Jonathan Watton     | Comandante Matthew Calhoun                                   |            |            | Recorrente | Recorrente   | Recorrente   | Recorrente   |  |  |
| Christopher Meloni  | Alto Comandante George Winslow                               |            |            | Recorrente |              |              |              |  |  |
| Elizabeth Reaser    | Olivia Winslow                                               |            |            | Recorrente |              |              |              |  |  |
| Mckenna Grace       | Esther Keyes                                                 |            |            |            | Recorrente   | Recorrente   |              |  |  |
| Natasha Mumba       | Danielle                                                     |            |            |            | Recorrente   | Recorrente   |              |  |  |
| Victoria Sawal      | Tyler                                                        |            |            |            | Recorrente   | Recorrente   |              |  |  |
| Amanda Zhou         | Vicky                                                        |            |            |            | Recorrente   | Recorrente   |              |  |  |
| Zawe Ashton         | Oona                                                         |            |            |            | Recorrente   |              |              |  |  |
| Jeananne Goossen    | Tia Ruth                                                     |            |            |            | Recorrente   |              |              |  |  |
| Carey Cox           | Rose Blaine                                                  |            |            |            |              | Recorrente   |              |  |  |
| Jason Butler Harner | Comandante Mackenzie                                         |            |            |            |              | Recorrente   |              |  |  |
| Rossif Sutherland   | Ezra Shaw                                                    |            |            |            |              | Recorrente   |              |  |  |
| Genevieve Angelson  | Alanis Wheeler                                               |            |            |            |              | Recorrente   |              |  |  |
| Lucas Neff          | Ryan Wheeler                                                 |            |            |            |              | Recorrente   |              |  |  |
| Josh Charles        | Comandante Wharton                                           |            |            |            |              |              | Recorrente   |  |  |
| Athena Karkanis     | Ellen                                                        |            |            |            |              |              | Recorrente   |  |  |
| Timothy Simons      | Comandante Bell                                              |            |            |            |              |              | Recorrente   |  |  |
| D'Arcy Carden       | Ava / Tia Phoebe                                             |            |            |            |              |              | Recorrente   |  |  |

## Temporadas
| Temporada | Temporada | Episódios | Episódios | Originalmente exibido  | Originalmente exibido |
| Temporada | Temporada | Episódios | Episódios | Estreia da temporada   | Final da temporada    |
| --------- | --------- | --------- | --------- | ---------------------- | --------------------- |
|           | 1         | 10        | 10        | 26 de abril de 2017    | 14 de junho de 2017   |
|           | 2         | 13        | 13        | 25 de abril de 2018    | 11 de julho de 2018   |
|           | 3         | 13        | 13        | 5 de junho de 2019     | 14 de agosto de 2019  |
|           | 4         | 10        | 10        | 28 de abril de 2021    | 16 de junho de 2021   |
|           | 5         | 10        | 10        | 14 de setembro de 2022 | 9 de novembro de 2022 |
|           | 6         | 10        | 10        | 8 de abril de 2025     | 27 de maio de 2025    |

## Produção
Uma ordem direta para a série de The Handmaid's Tale feita pela Hulu foi anunciada em abril de 2016, com Elisabeth Moss preparada para estrelar a produção. Com base no romance homônimo de 1985 de autoria de Margaret Atwood, a série foi criada por Bruce Miller, que também é produtor executivo com Daniel Wilson, Fran Sears e Warren Littlefield. Atwood serve como produtora de consultoria dando feedback sobre algumas das áreas onde a série expande ou moderniza o livro e também teve um pequeno papel no primeiro episódio. Moss também é produtora. Em junho de 2016, Reed Morano foi anunciada como diretora da série. Samira Wiley, Max Minghella e Ann Dowd juntaram-se ao elenco em julho de 2016. Joseph Fiennes, Madeline Brewer e Yvonne Strahovski foram anunciados em agosto de 2016, seguidos de O. T. Fagbenle e Amanda Brugel em setembro de 2016. Em outubro de 2016, Ever Carradine se juntou ao elenco e Alexis Bledel foi adicionada em janeiro de 2017.
As filmagens da série ocorreram em Toronto, Mississauga, Hamilton e Cambridge, todas localidades do Canadá, de setembro de 2016 a fevereiro de 2017. O primeiro trailer completo da série de televisão foi lançado pela Hulu no YouTube em 23 de março de 2017. A série estreou em 26 de abril de 2017.
Em 3 de maio de 2017, The Handmaid's Tale foi renovada para uma segunda temporada que estreou em 2018. Moss disse aos meios de comunicação que os episódios subsequentes abordam novos desenvolvimentos na história, preenchendo algumas das perguntas sem resposta e continuando a narrativa já "terminada" no livro. A segunda temporada consiste em 13 episódios. Alexis Bledel retornou como uma personagem regular. Bruce Miller prevê que o seriado dure por até dez temporadas para contar toda a história. Em 2 de maio de 2018, foi renovada para uma terceira temporada que estreou em 2019.
Em 26 de julho de 2019, a série foi renovada para uma quarta temporada. A quarta temporada, composta por 10 episódios, começou a ser produzida em março de 2020, com Elisabeth Moss filmando sua estreia na direção, mas o trabalho teve que ser interrompido após apenas algumas semanas, devido à pandemia de COVID-19. Em 22 de junho de 2020, foi anunciado que a quarta temporada estrearia em 2021. Em agosto, o elenco da série ficou em isolamento para que as gravações pudessem ser retomadas no Canadá em setembro e encerradas em 25 de fevereiro de 2021, com Moss dirigindo três episódios.
Em 10 de dezembro de 2020, antes da estreia da quarta temporada, o Hulu renovou a série para uma quinta temporada.  A 5ª temporada começou a ser produzida em Toronto em fevereiro de 2022 e continuou até julho de 2022. Em maio de 2022, Alexis Bledel deixou a série antes da quinta temporada e declarou: "Depois de muito pensar, senti que deveria me afastar de The Handmaid's Tale". Em 8 de setembro de 2022, antes da estreia da quinta temporada, o Hulu renovou a série para uma sexta e última temporada. Em março de 2023, foi relatado que Miller havia deixado o cargo de showrunner de The Handmaid's Tale, a fim de se concentrar na adaptação do spin-off The Testaments para a televisão. Eric Tuchman e Yahlin Chang foram nomeados co-showrunners da sexta e última temporada, embora também tenha sido anunciado que Miller permaneceria envolvido e escreveria dois episódios para a temporada. A produção estava originalmente programada para começar em 2023, mas foi adiada devido às greves do Writers Guild of America e do SAG-AFTRA. As filmagens da temporada final começaram em setembro de 2024 e terminaram no início de fevereiro de 2025.

## Transmissão
Os primeiros três episódios da série estrearam em 26 de abril de 2017, com os sete episódios subsequentes adicionados semanalmente. No Canadá, a série é transmitida pela Bravo, começando com os dois primeiros episódios estreando em 30 de abril. Na Escandinávia, a série está disponível na HBO Nordic. No Reino Unido e na Irlanda, a série estreou em 28 de maio de 2017 e é transmitida todos os domingos no Channel 4.
Na Nova Zelândia, a série foi lançada no serviço de atendimento por assinatura sob demanda no Lightbox em 8 de junho de 2017. Na Austrália, a série estreou no serviço de streaming de vídeo do canal de TV SBS on Demand em 6 de julho de 2017. Um dia após a premiação dos Prémios Emmy do Primetime de 2017 e a série ter conquistado 8 de 13 estatuetas, Tiago Worcman vice-presidente sênior e gerente geral da MTV e Paramount Channel na America Latina anunciou através do Twitter os direitos de exibição de The Handmaid's Tale para o Paramount Channel cujo primeiro episódio foi ao ar em 11 de março de 2018 e terão exibição semanal aos domingos, às 21h.
No Brasil, em 31 de julho de 2018 durante o fórum PayTV, João Mesquita, diretor geral do Globoplay, anunciou a chegada da série no catálogo da plataforma, cuja compra foi confirmada em 5 de dezembro do mesmo ano. A série teve sua primeira temporada disponibilizada no serviço de streaming em fevereiro de 2019. Em promoção a estreia da temporada, o primeiro episódio de The Handmaid's Tale também foi exibido na Rede Globo, em TV aberta, no dia 13 de fevereiro no especial "Cine Globoplay". No mesmo dia que estreou no Globoplay, The Handmaid's Tale também chegou ao FOX App, streaming dos canais FOX Premium. Em Portugal, a série estrou no serviço da NOS Play, e mais tarde, o TVCine adquiriu os direitos da série, que passou a ser exibida no canal TVCine Emotion. The Handmaid's Tale também é disponibilizado no serviço de streming português TVCine+.

## Recepção

### Resposta da críica
Em 2019, The Handmaid's Tale ficou em 25º lugar na lista do The Guardian dos 100 melhores programas de TV do século 21. No agregador de resenhas Rotten Tomatoes, a série tem uma classificação média de 83%. No Metacritic, outro agregador, tem uma pontuação média de 82.

#### 1ª temporada
The Handmaid's Tale recebeu aclamação da crítica. No Metacritic, tem uma pontuação de 92 de 100 com base em 40 avaliações, indicando "aclamação universal". A temporada tem uma classificação de aprovação de 100% no Rotten Tomatoes, com uma pontuação média de 8,94 (de 10) com base em 82 críticas. O consenso crítico do site é: "Assombroso e vívido, The Handmaid's Tale é uma adaptação infinitamente absorvente do romance distópico de Margaret Atwood, ancorado por uma ótima performance central de Elisabeth Moss". Daniel Fienberg, do The Hollywood Reporter, chamou-a de "provavelmente o melhor programa da primavera e certamente o mais importante". Jen Chaney da Vulture deu uma revisão altamente positiva e escreveu que é "uma adaptação fiel do livro que também traz novas camadas para o mundo totalitário e sexista da maternidade forçada criado por Atwood" e que "esta série é meticulosamente estimulada, brutal, visualmente deslumbrante e tão tensa de momento a momento que somente no final de cada hora você se sentirá totalmente em liberdade para soltar o ar".
Houve controvérsia sobre o se poderia ser estabelecido um paralelo entre a série (e, por extensão, o livro no qual ela se baseia) e a sociedade estadunidense após a eleição de Donald Trump e Mike Pence como presidente dos Estados Unidos e vice-presidente dos Estados Unidos, respectivamente.

#### 2ª temporada
No Rotten Tomatoes, 89% dos 340 críticos deram à temporada uma crítica positiva e uma classificação média de 8,36/10. O consenso crítico do site diz: "Belamente filmado, mas desanimadoramente relevante, The Handmaid's Tale centra sua segunda temporada firmemente em torno de seu elenco convincente de personagens, abrindo espaço para comentários sociais mais amplos através de lentes mais íntimas."  O Metacritic atribuiu à temporada uma média ponderada, com uma pontuação de 86 em 100 com base em 28 críticos, indicando "aclamação universal".
Alguns críticos perceberam as representações de violência da segunda temporada como excessivas. Sophie Gilbert, do The Atlantic, escreveu: "Chegou um ponto durante o primeiro episódio em que, para mim, se tornou demais. Sou forçada a me perguntar: 'Por que estou assistindo isso'? Tudo parece tão gratuito, como uma surra que nunca acaba."  Rebecca Reid, do Daily Telegraph, admitiu que teve um ataque de ansiedade assistindo a um episódio do programa.

#### 3ª temporada
Para a terceira temporada, o Rotten Tomatoes relata que 82% das 301 avaliações são positivas e a classificação média é de 6,92/10. O consenso crítico do site diz: "A terceira temporada de The Handmaid's Tale controla seus horrores e inspira esperança de que a revolução realmente é possível - se a história parasse de girar e chegasse a ela já." Metacritic compilou 14 críticas e uma pontuação média de 68 em 100, significando "críticas geralmente favoráveis".
Kelly Lawler, do USA Today, deu uma crítica positiva, marcando três de quatro estrelas. Ela afirmou que é uma melhoria em relação à segunda temporada, "que corrige muitos - embora definitivamente não todos - os erros da segunda temporada". No geral, ela escreveu: "A nova temporada é mais propulsiva e assistível, embora não atinja as alturas daquela primeira temporada em movimento. Mas Handmaid's recupera seu equilíbrio partindo para um novo caminho".
Daniel Fienberg, do The Hollywood Reporter, escreveu uma crítica geralmente positiva, elogiando o desempenho de Elisabeth Moss e a cinematografia, mas criticou o enredo "que se tornou frustrantemente repetitivo". No geral, ele escreveu: "Ainda ocasionalmente poderoso, mas raramente tão provocativo".

#### 4ª temporada
No Rotten Tomatoes, a quarta temporada recebeu críticas positivas de 69% dos 45 críticos, com uma classificação média de 7,18/10. O consenso crítico do site diz: "Elisabeth Moss está melhor do que nunca, mas a trama dispersiva e uma sensação dominante de destruição podem ser muito sombrias para alguns espectadores realmente gostarem da quarta temporada de The Handmaid's Tale". O Metacritic calculou uma pontuação média de 62, a temporada recebeu "críticas geralmente positivas".
Kristen Baldwin, da Entertainment Weekly, deu uma nota "C +" e escreveu que a série "cumpre algumas promessas atrasadas, mas no final das contas é muito pouco, muito tarde". Matthew Gilbert do The Boston Globe escreveu que "o drama ultrapassou o tempo de vida natural de sua história, pois segue em frente sem nada de novo a dizer, címbalos tilintando e metais soando." Em uma crítica mais positiva de Jen Chaney do Vulture, ela escreveu: "Felizmente, a quarta temporada finalmente recupera algum impulso e movimento para a frente. Com base nos oito de dez episódios totais disponibilizados para os críticos, este é o melhor The Handmaid's Tale desde sua primeira temporada."

#### 5ª temporada
No Rotten Tomatoes, a quinta temporada recebeu críticas positivas de 80% dos 31 críticos, com avaliação média de 7,55/10. O consenso crítico do site diz: "The Handmaid's Tale perdeu sua urgência depois de espalhar sua premissa outrora arrebatadora em uma temporada focada nas consequências da vingança, mas as mulheres de Gilead ainda são interpretadas com exatidão convincente." No Metacritic, recebeu uma pontuação média de 63 em 100, com base em 7 avaliações, indicando "avaliações geralmente positivas".
Os críticos receberam os primeiros oito episódios da temporada para revisar. Escrevendo para o IGN, Tara Bennett deu uma nota "boa" de 7 em 10 e escreveu em seu veredicto: "The Handmaid's Tale continua sendo o canário na mina de carvão dos programas de TV [...]. Elisabeth Moss continua a dar uma transmissão ao vivo de atuação como a ex-serva/agora refugiada canadense June Osborne. [...] Mas no geral, a série continua a sofrer com histórias muito comedidas que parecem não conseguir recapturar a energia cinética das duas primeiras temporadas. " Abby Cavenaugh do Collider classificou-o com "B-" e disse: "A 5ª temporada é cheia de altos escassos e baixos muito baixos, muito drama de grande impacto e cenas emocionais. Alguns dos maiores eventos desta temporada levam a alguns momentos bastante desconfortáveis assistindo, mas os espectadores que persistirem serão recompensados com alguns grandes momentos que terão repercussões na temporada final.

#### 6ª temporada
No Rotten Tomatoes, a sexta e última temporada recebeu avaliações positivas de 89% dos 61 críticos. O consenso crítico do site diz: "Colocando seus personagens em um curso intensivo com suas próprias contas pessoais em meio a um esforço desesperado contra o fascismo, The Handmaid's Tale conclui com uma nota alta." No Metacritic, a temporada tem uma média ponderada de 70 de 100, com base em 8 críticas, indicando "avaliações geralmente favoráveis".
Escrevendo para o TheWrap, Lauren Thoman afirmou: "A 6ª temporada de The Handmaid's Tale  cumpre as promessas que vem fazendo desde o início, para o bem e para o mal. Aperte o cinto para um passeio furioso e frenético. " Daniel Fienberg, do The Hollywood Reporter, escreveu: "The Handmaid's Tale ainda é mais do que capaz de imagens de pesadelo e sequências emocionalmente potentes. Moss tornou-se talvez a melhor diretora da série (embora precise de um editor disposto a cortar de cinco a 10 minutos por episódio), além de ancorar um elenco ainda poderoso."

### Prêmios
| Ano  | Prêmio                                 | Categoria                                                                                    | Indicados | Resultado |
| ---- | -------------------------------------- | -------------------------------------------------------------------------------------------- | --- | --------- |
| 2017 | Prémios Emmy do Primetime de 2017      | Melhor série dramática                                                                       | The Handmaid's Tale | Venceu    |
| 2017 | Prémios Emmy do Primetime de 2017      | Melhor atriz em série dramática                                                              | Elisabeth Moss | Venceu    |
| 2017 | Prémios Emmy do Primetime de 2017      | Melhor atriz coadjuvante em série dramática                                                  | Ann Dowd | Venceu    |
| 2017 | Prémios Emmy do Primetime de 2017      | Melhor atriz coadjuvante em série dramática                                                  | Samira Wiley | Indicada  |
| 2017 | Prémios Emmy do Primetime de 2017      | Melhor atriz convidada em série dramática                                                    | Alexis Bledel | Venceu    |
| 2017 | Prémios Emmy do Primetime de 2017      | Melhor direção em série dramática                                                            | Reed Morano por "Offred" | Venceu    |
| 2017 | Prémios Emmy do Primetime de 2017      | Melhor direção em série dramática                                                            | Kate Dennis por "The Bridge" | Indicada  |
| 2017 | Prémios Emmy do Primetime de 2017      | Melhor roteiro em série dramática                                                            | Bruce Miller por "Offred" | Venceu    |
| 2017 | Prémios Emmy do Primetime de 2017      | Melhor design de produção em série de narrativa contemporânea ou fantasia (uma hora ou mais) | Julie Berghoff, Evan Webber e Sophie Neudorfer (por "Offred")                                                                                              | Venceu    |
| 2017 | Prémios Emmy do Primetime de 2017      | Melhor fotografia de câmera única (uma hora)                                                 | Colin Watkinson (por "Offred") | Venceu    |
| 2017 | Prémios Emmy do Primetime de 2017      | Melhor figurino de época/fantasia em série, série limitada ou telefilme                      | Ane Crabtree e Sheena Wichary (por "Offred") | Indicado  |
| 2017 | Prémios Emmy do Primetime de 2017      | Melhores efeitos visuais em elenco coadjuvante                                               | Brendan Taylor, Stephen Lebed, Leo Bovell, Martin O'Brien, Winston Lee, Kelly Knauff, Zach Dembinski, Mike Suta e Cameron Kerr (por "Birth Day")           | Indicado  |
| 2017 | Prémios Emmy do Primetime de 2017      | Melhor elenco em série dramática                                                             | Russell Scott, Sharon Bialy e Sherry Thomas | Indicado  |
| 2018 | Prémios Globo de Ouro de 2018          | Melhor Série Dramática                                                                       | The Handmaid's Tale | Venceu    |
| 2018 | Prémios Globo de Ouro de 2018          | Melhor Atriz em Série Dramática                                                              | Elisabeth Moss | Venceu    |
| 2018 | Prémios Globo de Ouro de 2018          | Melhor Atriz Coadjuvante em Televisão                                                        | Ann Dowd | Indicada  |
| 2018 | Critics' Choice Television Awards 2018 | Melhor Série Dramática                                                                       | The Handmaid's Tale | Venceu    |
| 2018 | Critics' Choice Television Awards 2018 | Melhor Atriz em Série Dramática                                                              | Elisabeth Moss | Venceu    |
| 2018 | Critics' Choice Television Awards 2018 | Melhor Atriz Coadjuvante em Série Dramática                                                  | Ann Dowd | Venceu    |
| 2018 | Prémios Screen Actors Guild 2018       | Melhor Elenco em Série Dramática                                                             | Madeline Brewer, Amanda Brugel, Ann Dowd, O. T. Fagbenle, Joseph Fiennes, Tattiawna Jones, Max Minghella, Elisabeth Moss, Yvonne Strahovski e Samira Wiley | Indicado  |
| 2018 | Prémios Screen Actors Guild 2018       | Melhor Atriz em Série Dramática                                                              | Elisabeth Moss | Indicada  |
| 2018 | Producers Guild of America Awards      | Melhor Série Dramática                                                                       | The Handmaid's Tale | Venceu    |